# 清內路村
清內路村（日语：〔〕／ Seinaiji mura */?）是長野縣下伊那郡西部的村。已於2009年3月31日併入阿智村。

## 歷史

### 沿革
- 1875年1月23日 - 米川村與清内路村合併。
- 1879年2月13日 - 米川村分離至今。